# Sasso del Ferro
Il Sasso del Ferro è una montagna di 1062 m s.l.m., che domina il Lago Maggiore immediatamente sopra Laveno.

## Toponimo
Nel tempo la montagna è stata anche chiamata Ferro di Cavallo e Scereda.

## Descrizione

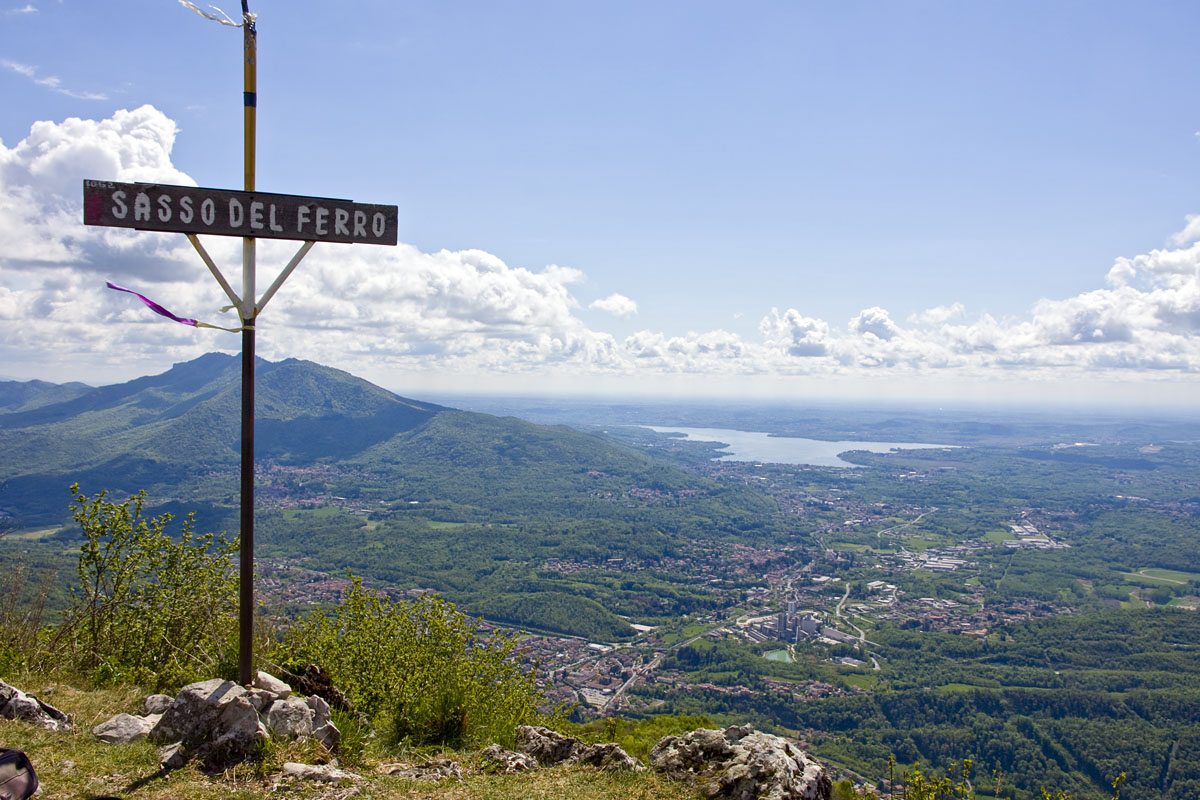
Panorama dalla cima: sullo sfondo il lago di Varese e il massiccio del Campo dei fiori

La Cestovia Laveno-Poggio Sant'Elsa, rinnovata nel 2006, conduce fino a quota 974 m s.l.m. dove si trova la terrazza panoramica di Poggio Sant'Elsa. Negli anni sessanta sorsero anche due impianti per la pratica dello sci alpino, che vennero però ben presto dismessi a causa della scarsità di neve durante tutta la stagione invernale.
La montagna è tra le più frequentate come punto di lancio dagli appassionati di parapendio e deltaplano.
Sul belvedere appena fuori la cestovia si trova infatti una pedana per il decollo dei deltaplani, mentre a circa 15 minuti di sentiero c'è uno spiazzo molto inclinato adibito a decollo per parapendio.